# NGC 3208
NGC 3208 (другие обозначения — ESO 500-25, MCG -4-25-3, AM 1017-253, IRAS10173-2533, PGC 30180) — спиральная галактика с перемычкой (SBc) в созвездии Гидра.
Этот объект входит в число перечисленных в оригинальной редакции «Нового общего каталога».
В галактике взорвалась сверхновая SN 2009jy типа Ic.